# Willibald Lichtenheldt
Willibald Lichtenheldt (* 30. Oktober 1901 in Werdau; † 1. November 1980 in Dresden) war ein deutscher Ingenieur und Hochschullehrer.

## Leben
Willibald Lichtenheldt wurde als Sohn eines Malermeisters in Werdau in Sachsen geboren. Nach dem Abitur war er in der Industrie im Bereich Feingerätebau tätig und besuchte die Ingenieurschule Zwickau. Anschließend arbeitete er als Konstrukteur. Zum 1. Mai 1933 war er der NSDAP beigetreten (Mitgliedsnummer 1.916.148). Im Jahr 1934 schrieb er sich als Student für Allgemeinen Maschinenbau an der TH Dresden ein. Nach Ende des Studiums promovierte er an der TH Berlin-Charlottenburg und habilitierte ebendort 1942. Bereits ein Jahr später wurde er durch das Engagement von Karl Kutzbach und Enno Heidebroek als Professor für Getriebelehre an die TH Dresden berufen.
Nach Ende des Zweiten Weltkriegs arbeitete Willibald Lichtenheldt unter anderem bei Carl Zeiss Jena und wurde 1950 an die wieder eröffnete TH Dresden berufen. Von 1951 bis 1955 war er Dekan der Fakultät Maschinenwesen. Im Jahr 1956 wurde er zum korrespondierenden und 1959 zum ordentlichen Mitglied der Deutschen Akademie der Wissenschaften zu Berlin gewählt. Lichtenheldt erhielt 1961 den Vaterländischen Verdienstorden in Silber und 1962 den Nationalpreis der DDR III. Klasse. Die TH Magdeburg verlieh ihm 1976 die Ehrendoktorwürde.

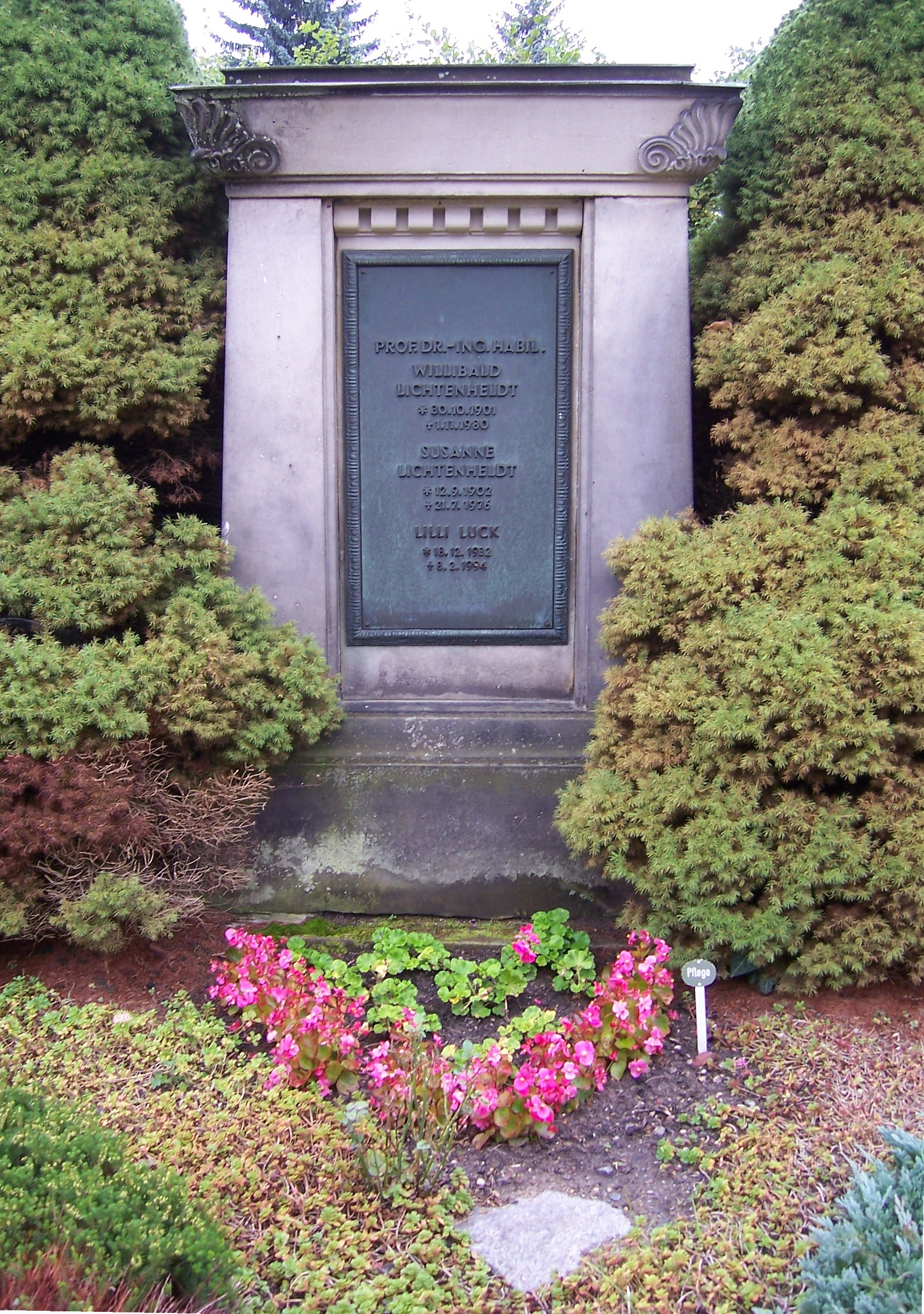
Grab von Willibald Lichtenheldt auf dem Johannisfriedhof in Dresden

Willibald Lichtenheldt starb 1980 in Dresden. Sein Grab befindet sich auf dem dortigen Johannisfriedhof.
Zu seinem 100. Geburtstag 2001 erhielt der große Hörsaal im Zeuner-Bau der Technischen Universität Dresden den Namen Lichtenheldt-Hörsaal.

## Veröffentlichungen
- Einfache Konstruktionsverfahren zur Ermittlung der Abmessungen von Kurbelgetrieben (1941)
- Vorlesungen über die Grundlagen der Getriebelehre (1952)
- Vorlesungen über Kinematik (1952)
- Getriebetechnik in Lehre und Forschung (1957)
- Die Bedeutung der Geometrie bei der Lösung getriebetechnischer Probleme (1959)
- Konstruktionslehre der Getriebe (1961)
- Kinematik (2 Bände, 1961/62)